# HMS Vectis (D51)
«Вектіз» (англ. HMS Vectis (D51) — військовий корабель, ескадрений міноносець «Адміралті» типу «V» Королівського військово-морського флоту Великої Британії за часів Першої світової війни та Громадянської війни в Росії.
«Вектіз» був закладений 7 грудня 1916 року на верфі компанії J. Samuel White & Company на острові Коуз. 4 вересня 1917 року він був спущений на воду, а 5 грудня 1917 року увійшов до складу Королівських ВМС Великої Британії.

## Історія служби
У грудні 1917 року есмінець призначили до 13-ї флотилії есмінців Великого флоту. На початку червня 1918 року «Вектіз» провів випробування буксирування дирижабля N.S.3 класу NS, щоб перевірити, чи може дирижабль, у якого закінчилося паливо або який отримав механічну поломку, буксирувати кораблем у морі. Випробування пройшли успішно, «Вектіз» досягав швидкості майже 20 вузлів (37 км/год) з N.S.3 на буксирі.
Після підписання перемир'я з Німеччиною 11 листопада 1918 року, яким було завершено Першу світову війну, «Вектіз» навесні 1919 року включили до складу нового 3-го дивізіону есмінців 2-ї флотилії есмінців. У складі цього формування корабель брав участь у 1919 році в британській кампанії в Балтійському морі проти більшовицьких сил під час Громадянської війни в Росії.

### Міжвоєнний час
31 серпня 1921 року «Вектіз» у складі групи легких крейсерів «Каледон», «Корделіа», «Кастор» та «Кюрасоа» й есмінців «Венеція», «Ванквішер», «Вайолент», «Віцерой», «Віконт», «Вінчелсі» та «Волфхаунд» вийшов у морський похід по Балтійському морю. Британські кораблі пройшли Північне море, канал Кайзера Вільгельма, й увійшли до Балтики, потім відвідали Данциг у Вільному місті Данциг; Мемель у Клайпедському краї; Лієпаю та Ригу в Латвії, столицю Естонії Таллінн, Гельсінкі, Фінляндія; Стокгольм, Швеція; Копенгаген, Данія; Гетеборг, Швеція; і Крістіанія, Норвегія, перед тим, як 15 жовтня 1921 року повернутися через Північне море і закінчити похід у порту Едгар, Шотландія.
21 січня 1925 року у складі угруповання Королівського флоту корабель брав участь у спільних навчаннях з бомбардувальниками Королівських ПС. Група з легких крейсерів «Каледон», «Калліопа», «Керісфорт» та «Кюрасоа», лінійних крейсерів «Худ» і «Ріпалс», а також лінкорів «Раміліз», «Резолюшн», «Рівендж», «Роял Оак» і «Роял Соверін» вели вогонь по списаному британському лінкору «Монарх» як цілі за 50 морських миль (93 км) на південь від островів Сіллі. «Вектіз» вів стрільбу з 4-дюймової (102-мм) гармати по «Монарху». У березні 1925 року він діяв у складі 9-ї флотилії есмінців Атлантичного флоту.